# Markus Gisdol
Markus Gisdol (Geislingen, 17 agosto 1969) è un allenatore di calcio ed ex calciatore tedesco, di ruolo centrocampista.

## Carriera
Il 2 aprile 2013 diventa il capo allenatore dell'Hoffenheim, che guida dalla panchina per 7 partite in Bundesliga e 2 nella coppa nazionale. Viene confermato anche per la stagione 2013-2014, ancora in massima serie. Il 26 ottobre 2015, dopo aver ottenuto scarsi risultati e con la squadra al penultimo posto in campionato, viene sollevato dall'incarico. Il 26 settembre 2016 viene ingaggiato dall'Amburgo dopo la 5ª giornata con la squadra penultima ad un punto.
Il 19 novembre 2019 subentra sulla panchina del  Colonia. L’11 aprile 2021 viene sollevato dall’incarico.
Il 1º marzo 2022 si dimette dalla guida del Lokomotiv Mosca motivando la scelta come conseguenza dell'aggressione della Russia contro l'Ucraina.